# Trek-Segafredo (vrouwenwielerploeg)/2022
Deze pagina geeft een overzicht van de vrouwenwielerploeg Trek-Segafredo in 2022.

## Algemeen
Algemeen manager: Luca Guercilena
Ploegleiders: Ina-Yoko Teutenberg
Fietsmerk: Trek (fiets)

## Renners

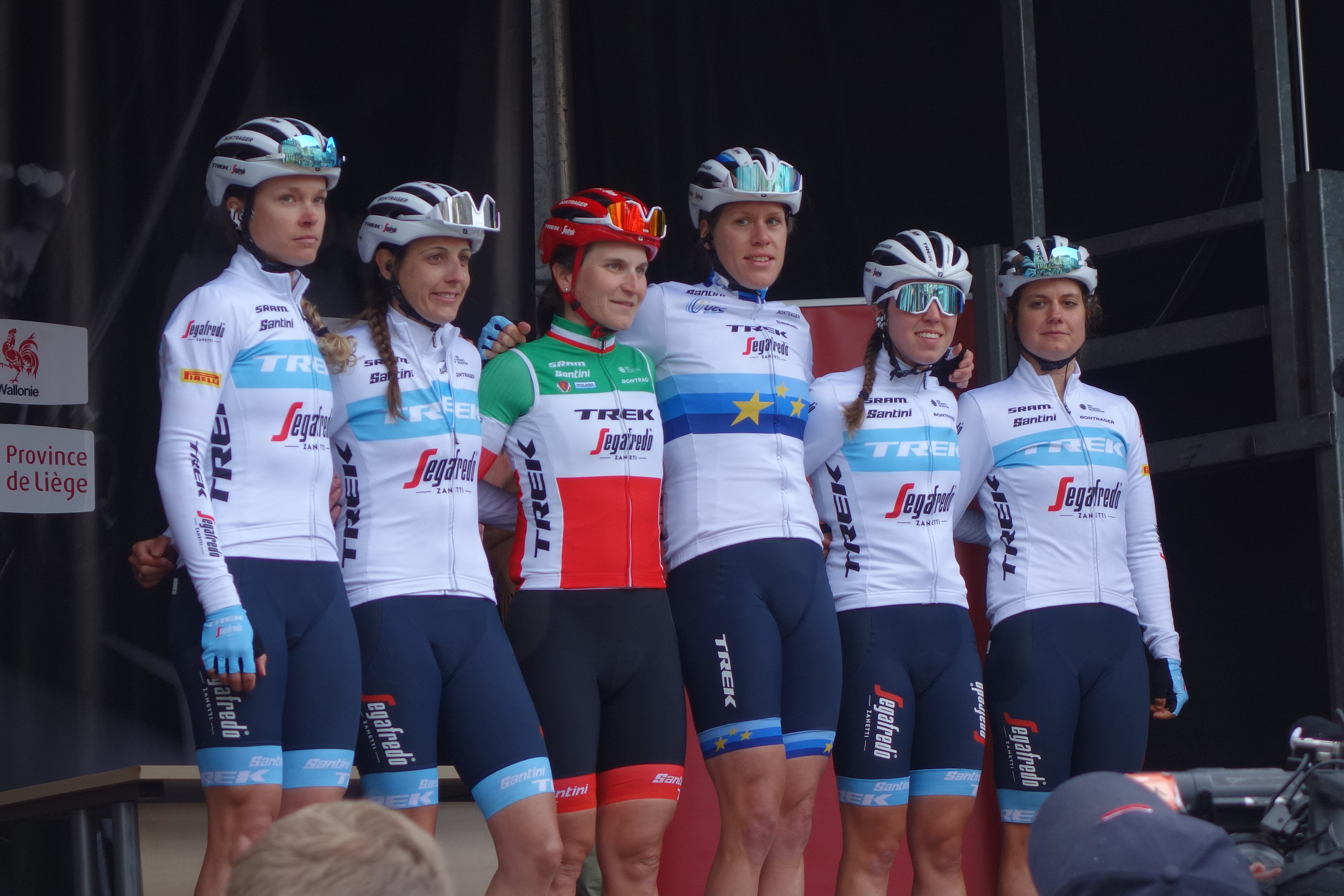
De ploeg in de Waalse Pijl 2022.

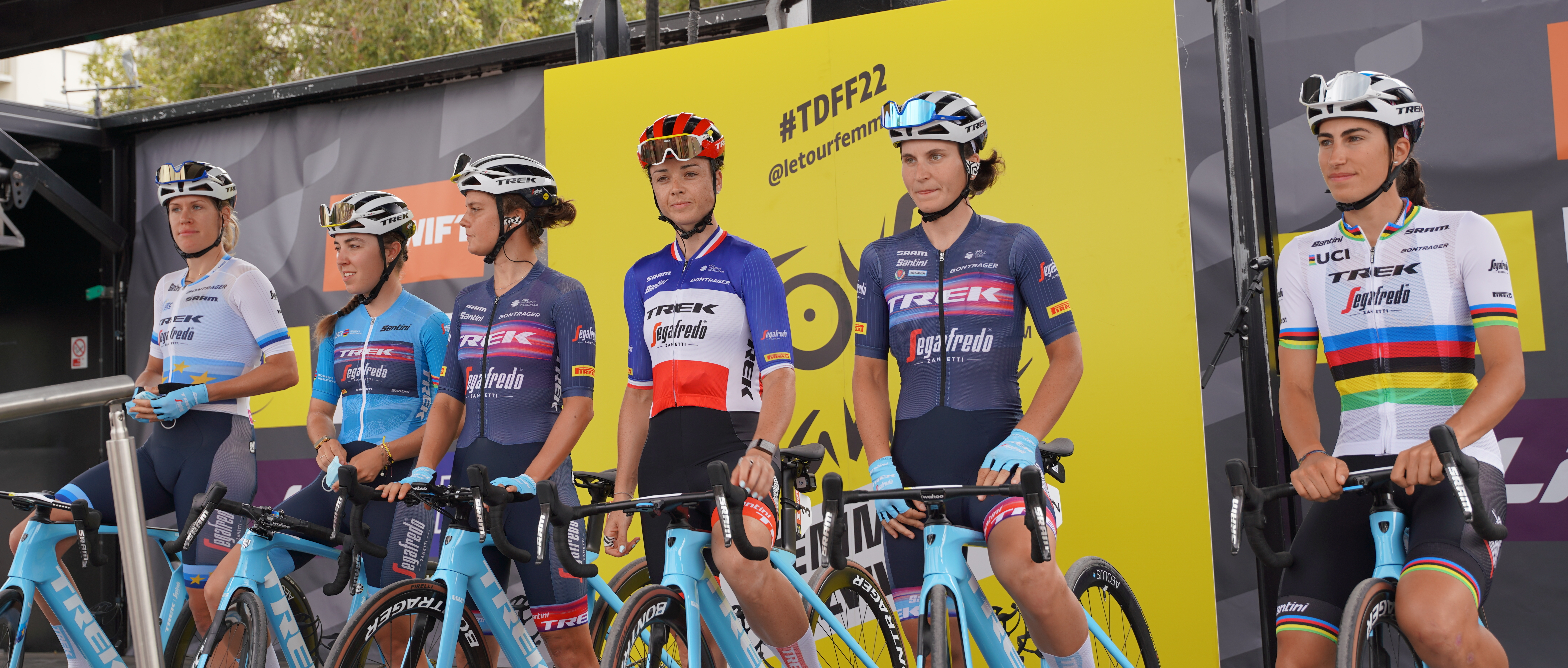
De ploeg in de Tour de France Femmes.

| Naam                 | Geboortedatum | Nationaliteit       | Ploeg 2021              |
| -------------------- | ------------- | ------------------- | ----------------------- |
| Elynor Bäckstedt     | 06-12-2001    | Verenigd Koninkrijk |                         |
| Elisa Balsamo        | 27-02-1998    | Italië              | Valcar-Travel & Service |
| Lucinda Brand        | 02-07-1989    | Nederland           |                         |
| Audrey Cordon-Ragot  | 22-09-1989    | Frankrijk           |                         |
| Lizzie Deignan       | 18-12-1988    | Verenigd Koninkrijk |                         |
| Amalie Dideriksen    | 24-05-1996    | Denemarken          |                         |
| Lauretta Hanson      | 29-10-1994    | Australië           |                         |
| Chloe Hosking        | 01-10-1990    | Australië           |                         |
| Elisa Longo Borghini | 10-12-1991    | Italië              |                         |
| Letizia Paternoster  | 22-07-1999    | Italië              |                         |
| Leah Thomas          | 30-05-1989    | Verenigde Staten    | Movistar Team           |
| Shirin van Anrooij   | 05-02-2002    | Nederland           |                         |
| Ellen van Dijk       | 11-02-1987    | Nederland           |                         |
| Tayler Wiles         | 20-07-1989    | Verenigde Staten    |                         |

### Vertrokken
| Naam          | Geboortedatum | Nationaliteit    | Ploeg 2022 |
| ------------- | ------------- | ---------------- | ---------- |
| Ruth Winder   | 09-07-1993    | Verenigde Staten | Gestopt    |
| Trixi Worrack | 28-09-1981    | Duitsland        | Gestopt    |

## Overwinningen
| Nationale kampioenschappen wielrennen Frankrijk - tijdrijden: Audrey Cordon-Ragot Frankrijk - wegwedstrijd: Audrey Cordon-Ragot Italië - tijdrijden: Elisa Longo Borghini Italië - wegwedstrijd: Elisa Balsamo Nederland - tijdrijden: Ellen van Dijk Verenigde Staten - tijdrijden: Leah Thomas Setmana Ciclista Valenciana 1e etappe: Elisa Balsamo 2e etappe: Ellen van Dijk EasyToys Bloeizone Fryslân Tour 1e etappe (ITT): Ellen van Dijk Eindklassement: Ellen van Dijk Trofeo Alfredo Binda Elisa Balsamo Classic Brugge-De Panne Elisa Balsamo Gent-Wevelgem Elisa Balsamo Parijs-Roubaix Elisa Longo Borghini | The Women's Tour 5e etappe: Elisa Longo Borghini Eindklassement: Elisa Longo Borghini Ronde van Zwitserland 1e etappe: Lucinda Brand 3e etappe: Elisa Balsamo 4e etappe: Lucinda Brand Eindklassement: Lucinda Brand Puntenklassement: Lucinda Brand Ronde van Italië voor vrouwen 1e etappe: Elisa Balsamo 4e etappe: Elisa Balsamo Baloise Ladies Tour Proloog: Ellen van Dijk 3e etappe B (ITT): Ellen van Dijk Eindklassement: Ellen van Dijk Ploegenklassement: *1) | Tour de France Femmes Jongerenklassement: Shirin van Anrooij Open de Suède Vårgårda Ploegentijdrit: *2) Wegwedstrijd: Audrey Cordon-Ragot Simac Ladies Tour 5e etappe (ITT): Audrey Cordon-Ragot Ceratizit Challenge 1e etappe: *3) 5e etappe: Elisa Balsamo Bergklassement: Lucinda Brand Ronde van Emilia Elisa Longo Borghini Ronde van de Drie Valleien Elisa Longo Borghini Chrono des Nations Ellen van Dijk |

*1) Ploeg Baloise Ladies Tour: Bäckstedt, Cordon-Ragot, Van Dijk, Hosking, Paternoster
*2) Ploeg Open de Suède Vårgårda: Van Anrooij, Cordon-Ragot, Dideriksen, Van Dijk, Hanson, Hosking
*3) Ploeg Ceratizit Challenge: Balsamo, Bäckstedt, Brand, Dideriksen, Longo Borghini, Van Anrooij
Mannen: 2011 · 2012 · 2013 · 2014 · 2015 · 2016 · 2017 · 2018 · 2019 · 2020 · 2021 · 2022 · 2023 · 2024 · 2025
Vrouwen: 2019 · 2020 · 2021 · 2022 · 2023 · 2024 · 2025
BikeExchange Jayco · Canyon-SRAM · DSM · EF Education-TIBCO-SVB · FDJ Nouvelle-Aquitaine Futuroscope · Human Powered Health · Jumbo-Visma · Liv Racing Xstra  · Movistar · Roland Cogeas Edelweiss Squad · SD Worx · Trek-Segafredo · UAE Team ADQ · Uno-X